# 奧姆斯塔爾
奧姆斯塔爾是瑞士的城鎮，位於該國中部，由琉森州負責管轄，面積4.48平方公里，六成半土地是農業用地，海拔高度627米，2010年人口312，人口密度每平方公里70人。